# Thermodynamisches Gleichgewicht
Ein System ist im thermodynamischen Gleichgewicht, wenn es in einem stationären Zustand ist, in dem alle makroskopischen Flüsse von Materie und Energie innerhalb des Systems verschwinden.
Mikroskopische thermische Fluktuationen sind hingegen auch im thermodynamischen Gleichgewicht vorhanden.
Mehrere Systeme sind im thermodynamischen Gleichgewicht, wenn die makroskopischen Flüsse zwischen den Systemen verschwinden.
Das thermodynamische Gleichgewicht lässt sich in drei Bestandteile aufteilen. Damit sich ein System im thermodynamischen Gleichgewicht befindet, müssen alle Bedingungen des thermischen, mechanischen und chemischen Gleichgewichts erfüllt sein.
- Das thermische Gleichgewicht setzt voraus, dass es in dem System keinen makroskopischen Wärmefluss gibt. Dies ist insbesondere der Fall, wenn die Temperatur {\displaystyle T} des Systems überall gleich ist.
- Das mechanische Gleichgewicht setzt voraus, dass ein makroskopisches Teilsystem keine Arbeit an einem anderen Teilsystem verrichtet. Dies ist insbesondere der Fall, wenn der Druck {\displaystyle p} des Systems überall gleich ist  und keine äußeren Felder anliegen. Im Falle eines anliegenden äußeren Feldes z. B. Gravitation ist der Druck nicht konstant, sondern ortsabhängig: Barometrische Höhenformel
- das chemische Gleichgewicht setzt voraus, dass die Zusammensetzung des Systems aus unterschiedlichen Phasen gleich bleibt. Dies ist insbesondere der Fall, wenn die chemischen Potentiale {\displaystyle \mu } gleich sind (und kein äußeres Feld anliegt). Liegt beispielsweise ein elektrisches Feld an, so muss statt des chemischen das elektrochemische Potential konstant sein, damit sich das System im elektrochemischen Gleichgewicht befindet.

## Gleichgewichtsbedingungen

### Abgeschlossenes System
Ein abgeschlossenes System befindet sich im thermodynamischen Gleichgewicht, wenn seine Entropie {\displaystyle S} maximal ist. Entsprechend gilt für das Differential
{\displaystyle \mathrm {d} S=0}

### System mit festem Volumen und fester Temperatur
Für ein System, bei dem von außen ein konstantes Volumen {\displaystyle V} und eine konstante Temperatur {\displaystyle T} vorgegeben werden (Wärmebad), ist die freie Energie {\displaystyle F(T,V,N)=U(S,V,N)-TS} minimal; {\displaystyle U} steht für die innere Energie und {\displaystyle N} für die Teilchenzahl. Mit dem Differential
{\displaystyle \mathrm {d} F=-S\mathrm {d} T-p\mathrm {d} V+\mu \mathrm {d} N=0}
folgt wegen {\displaystyle \mathrm {d} T=\mathrm {d} V=0}, dass {\displaystyle \mathrm {d} N=0} ist, bzw. bei einem Gemisch aus mehreren Stoffen {\displaystyle i} die Summe {\displaystyle \textstyle \sum _{i}\mu _{i}\mathrm {d} N_{i}=0} ist.

### System mit festem Druck und fester Temperatur
Für ein System, bei dem von außen ein konstanter Druck {\displaystyle p} und eine konstante Temperatur {\displaystyle T} vorgegeben werden, ist die Gibbs freie Enthalpie {\displaystyle G(T,p,N)=U(S,V,N)+pV-TS} minimal. Mit dem Differential
{\displaystyle \mathrm {d} G=-S\mathrm {d} T+V\mathrm {d} p+\mu \mathrm {d} N=0}
folgt wegen {\displaystyle \mathrm {d} T=\mathrm {d} p=0}, dass {\displaystyle \mathrm {d} N=0} ist, bzw. bei einem Gemisch aus mehreren Stoffen {\displaystyle i} die Summe {\displaystyle \textstyle \sum _{i}\mu _{i}\mathrm {d} N_{i}=0} ist.

## Thermisches Gleichgewicht
Der Begriff thermisches Gleichgewicht wird in zwei verschiedenen Zusammenhängen benutzt.
- Zum einen im oben verwendeten Sinne als Zustand eines einzelnen thermodynamischen Systems:
es befindet sich im thermischen Gleichgewicht, wenn es durch einige wenige Zustandsgrößen beschrieben werden kann und diese sich zeitlich nicht ändern.
Ein Gegenstand im Kühlschrank befindet sich z. B. im thermischen Gleichgewicht, weil sein Zustand durch Masse, Temperatur, Druck und Zusammensetzung eindeutig bestimmt ist und über längere Zeit konstant bleibt. Kochendes Wasser befindet sich dagegen nicht im thermischen Gleichgewicht, weil für die Beschreibung seiner turbulenten Strömungsbewegung sehr viele Informationen erforderlich sind und es deshalb im strengen Sinne kein thermodynamisches System ist.
- Zum anderen als Beziehung zwischen mehreren Systemen:
zwei Körper, die miteinander in thermischem Kontakt stehen, befinden sich miteinander genau dann im thermischen Gleichgewicht, wenn sie die gleichen Temperaturen besitzen. Die Eigenschaft von Systemen, im Gleichgewicht zu stehen, ist eine Äquivalenzrelation.[1]
Ist ein System A sowohl mit einem System B als auch mit einem System C im thermischen Gleichgewicht, dann sind auch die Systeme B und C miteinander im thermischen Gleichgewicht (Transitivität). Diese Aussage bildet eine wichtige Grundannahme der Thermodynamik und wird zuweilen als Nullter Hauptsatz der Thermodynamik bezeichnet.

Für Systeme in dynamischem Gleichgewicht gilt der Virialsatz im jeweiligen Teilgebiet der Physik. Die explizite Kenntnis von Bahnen ist dafür nicht erforderlich. Ein Anteil an äußerlich hinzugefügter Energie kann durch das äußere Virial kompensiert werden, im Gegensatz zum inneren Virial des Systems. Für die Stationarität ist aber letztendlich das innere verantwortlich.

## Lokales thermodynamisches Gleichgewicht
Im thermischen Gleichgewicht stehen alle Prozesse im Gleichgewicht, u. a. auch die Raten der Emission und Absorption von Strahlung (Hohlraumstrahlung).
In vielen Fällen ist die Emissions- und Absorptionsrate jedoch selektiv: die Strahlung von Gasen und Flüssigkeiten ist über einen weiten Wellenlängenbereich optisch dünn, da nur bestimmte Energiezustände entsprechend der Quantenzahlen erlaubt sind; für die Strahlung, deren Energie nicht zu einer Anregung der Teilchen führen kann, sind Gase oder Flüssigkeiten transparent.
Mit dem lokalen thermodynamischen Gleichgewicht (engl. local thermodynamic equilibrium – Abkürzung LTE) wird das Verhältnis von angeregten zu nicht-angeregten Molekülen beschrieben, das von der Temperatur und der Strahlungsintensität abhängt. Im isothermen Gleichgewicht von Strahlung und Molekülanregung wird dieses Verhältnis durch die Boltzmann-Statistik beschrieben. Abweichungen von der Boltzmann-Statistik werden durch mehrfache Stöße geringer; ‘heiße’ Teilchen, denen nicht fortwährend Energie zugeführt wird, thermalisieren.
LTE liegt z. B. im größten Bereich der Erdatmosphäre vor. Erst in sehr großen Höhen, wo wegen des geringen Drucks die Stoßhäufigkeiten sehr gering sind, werden die Abweichungen von der Boltzmann-Statistik wesentlich, und es liegt kein LTE mehr vor.